# Doktor Żywago (powieść)
Doktor Żywago – powieść rosyjskiego/radzieckiego pisarza i poety, Borisa Pasternaka, opowiadająca losy lekarza Jurija Żywagi na tle wydarzeń w Rosji od początku XX wieku, przez rewolucję październikową i wojnę domową aż do lat trzydziestych XX w.
Autor pracował nad nią w latach 1948–1955. Po raz pierwszy opublikowana została we Włoszech w 1957, a rok później ukazały się wydania rosyjskie (poza ZSRR) i tłumaczenia na inne języki. Oficjalne wydawnictwa radzieckie odmawiały jej druku. W 1958 Pasternak został uhonorowany literacką Nagrodą Nobla, co w kontekście odmowy wydania powieści w kraju wywołało nagonkę władz komunistycznych ZSRR na pisarza, który odmówił przyjęcia nagrody.
W Związku Radzieckim powieść ukazała się dopiero w 1988. Powieść była zakazana w Polskiej Rzeczypospolitej Ludowej. Pierwsze polskie tłumaczenie wykonane przez Jerzego Stempowskiego i Józefa Łobodowskiego (wiersze) ukazało się w Paryżu w 1959 r. nakładem Instytutu Literackiego. Autorką kolejnego przekładu, opublikowanego w 1990 r. w Polsce przez Państwowy Instytut Wydawniczy (ISBN 83-06-02020-0), była Ewa Rojewska-Olejarczuk. Wersja ta była wielokrotnie wznawiana.
Centralna Agencja Wywiadowcza finansowała zagraniczne wydania w języku rosyjskim i w językach innych państw bloku wschodniego celem walki psychologicznej.

## Ekranizacje
W 1965 roku na podstawie powieści w USA nakręcono film o tym samym tytule w reżyserii Davida Leana z Omarem Sharifem i Julie Christie, który otrzymał pięć Oscarów. W roku 2002 powstała telewizyjna ekranizacja powieści z Hansem Mathesonem i Keirą Knightley. W 2006 roku powstała pierwsza rosyjska adaptacja – miniserial z Olegiem Mieńszykowem i Czułpan Chamatową w rolach głównych.